# Търнър и Хуч
Търнър и Хуч е американски игрален филм от 1989 г., екшън-комедия с участието на Том Ханкс, Мейр Уинингхъм, Крейг Т. Нелсън, Реджиналд Велджонсън и др. Режисьор е Роджър Спотисуд. Първоначално, режисьор е трябвало да бъде Хенри Уинклър, но това не се осъществява поради „творчески различия“. Сценарният екип на филма е съставен от Денис Шрейак, Майкъл Блоджет и Даниел Петри-Младши.
Въпреки че К-9 (с Джеймс Белуши)излиза преди този филм (четири месеца по-рано), Търнър и Хуч става все по-популярен и оправдава първоначалните негативни очаквания.
 Внимание:  Текстът по-долу разкрива сюжета на произведението (или части от него)!
Скот Търнър (Том Ханкс) е маниакално спретнат полицейски инспектор. Предстои му преместване в полицейското управление в Сакраменто, но убийство на неговия добър приятел Амос Рийд – местен собственик на склад за отпадъци (Джон Макинтайър) променя плановете. Скот поема грижите за огромния и лигав Хуч (френски мастиф), който е и единственият свидетел на убийството. Енергичният Хуч внася смут и хаос в подредения живот на Търнър. Настъпват ред комични ситуации съпроводени с интригуваща развръзка на убийството.